# Eugen Szenkar
Eugen Szenkar (Budapeste, 9 de abril de 1891 — Dusseldorf, 28 de março de 1977), foi um regente húngaro, naturalizado brasileiro.
Entre 1920 e 1923 foi diretor musical em Frankfurt. Foi diretor da Ópera de Colônia entre 1924 e 1933. Durante este período, regeu a estréia européia da ópera O amor das três laranjas, de Prokofiev. Também atuou como regente da Orquestra Filarmônica de Cracóvia.
Veio para o Brasil como exilado da 2ª Guerra Mundial, e aqui tornou-se o primeiro regente da Orquestra Sinfônica Brasileira, que regeu entre 1940 e 1948.